# Carles I de Borgonya
Carles I de Borgonya, dit «el Temerari» (Dijon 1433 - Nancy, 5 de gener 1477), fou duc de Borgonya, Brabant, Limburg i comte d'Artois i de Namur (després marquès), Borgonya, Flandes i Holanda (1467 - 1477).

## Orígens familiars
Nasqué el 10 de novembre de 1433 a Dijon sent el tercer fill del duc Felip III de Borgonya i la seva tercera esposa, Isabel de Portugal. Era net per línia paterna del duc Joan I de Borgonya i Margarida de Baviera-Straubing, i per línia materna del rei Joan I de Portugal i Felipa de Lancaster.

## Joventut
Carles el Temerari va ser un home de coratge, instruït, intel·ligent i dotat d'un geni polític, va ser conegut pel seu caràcter violent i impulsiu. No coneixia altre mitjà diferent per força per a arribar al que volia. Tot i el seu naixement a França fou criat als Països Baixos.
El 1452, Comte de Charolais, va reprimir brutalment l'aixecament dels habitants dels Països Baixos del sud, incorrectament anomentats flamencs. Així mateix s'alià amb el rei Eduard IV d'Anglaterra contra el seu enemic Lluís XI de França.
Carles no va dubtar desafiar Lluís XI creant la Lliga del Bé públic, amb la qual s'inicia el conflicte que els portarà a realitzar la batalla de Monthléry en 1465, i a posar setge a la ciutat de París. Així fa que el rei firmi els tractats de Saint-Maur-des-Fossés i de Conflans amb els quals, Carles de Borgonya recupera la Picardia i la ciutat de Boulogne-sur-Mer.

## Duc de Borgonya

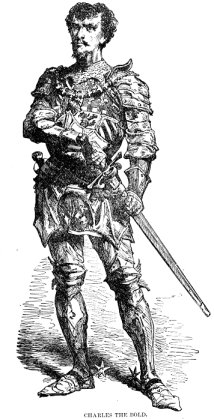
Carles el Temerari

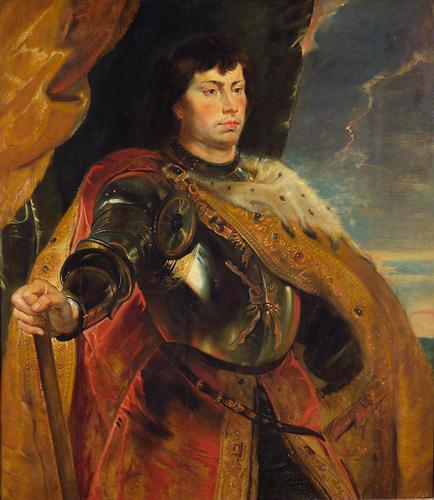
Carles el Temerari

El 1467 es converteix en duc de Borgonya. La seva primera meta és construir un exèrcit permanent, constituït de mercenaris vinguts de tots els països d'Europa. El seu objectiu principal, conquistar la riba esquerra del riu Rin amb la finalitat de fer d'unió entre les seves terres franceses de Borgonya i les seves possessions a Flandes, per a constituir així un gran estat burgundi en el qual ell en seria el rei.
Les revoltes de Lieja i Dinant contra Lluís de Borbó van provocar un nou front de batalla que va allunyar-lo dels seus interessos francesos. El principat de Lieja separava geogràficament les seves possessions en la vall del riu Mosa. El 25 d'agost de 1466, Carles va prendre possessió de Dinant, la qual va ser objecte de pillatge i destruïda. A la mort de Felip III de Borgonya els ciutadans del principat de Lieja van continuar les revoltes contra el seu nebot i príncep-bisbe Luís de Borbó demanant més autonomia i més priviliges fiscals auspiciats pel rei francès, Carles de Borgonya, però, els va vèncer a la batalla de Brustem el 1467 i els sotmeté.
El 1469 el duc Segimon d'Àustria va vendre-li les seves terres a la regió d'Alsàcia i part de la regió del comtat de Baden.
Considerant-se com sobirà del dret diví, Carles el Temerari multiplicà les ocasions per desafiar al rei de França, a l'instant d'humiliar-lo i d'aconseguir la cessió de la regió de la Xampanya i Brie el 1468.
El 1472 però inicià el declivi del poder de Carles de Borgonya. Així aquell any fou derrotat a la ciutat de Beauvais contra Joana de Hachette, i posteriorment contra l'emperador Frederic III, que l'obligà a retirar-se de diverses possessions de la Renània.
Durant la Guerra de Borgonya, el 1476 sofrí la derrota més severa a les batalles de Grandson i Murten (Suïssa), on el seu exèrcit és exterminat pels errors tàctics comesos en les seves lluites contra la Confederació Suïssa per conservar la possessió de Berna. L'any següent, amb un nou exèrcit, enaveïx la Lorena i posa setge a la ciutat de Nancy. El 5 de gener d'aquell any mor, aparentment, a mans del capellà de la Tour du Mont. Segons sembla, després que Carles de Borgonya hagués humiliat un dels seus generals aquest es passà al bàndol contrari i aconseguirà la mort del duc borgonyès i l'extermini del seu exèrcit.

## Núpcies i descendents
El 19 de maig de 1440 es casà a Blois, a l'edat de set anys, amb Caterina de Valois, filla del rei Carles VII de França i Maria d'Anjou. D'aquesta unió no tingueren descendència.
El 30 d'octubre de 1454 es casà, en segones núpcies, a Lilla amb Isabel de Borbó, filla de Carles I de Borbó, duc de Borbó i Agnès de Borgonya. D'aquesta unió va néixer:
- La infanta Maria de Borgonya (1457-1482), duquessa de Borgonya, casada el 1477 amb l'emperador Maximilià I d'Habsburg

Aquesta unió no era desitjada per Carles de Borgonya que volia casar-se amb Anna de York. El seu pare li recordà llavors els termes del Tractat d'Arràs, pel qual s'havia de casar amb una princesa de sang francesa.
El 3 de juliol de 1468 es casà, en terceres núpcies, a Damme amb Margarida de York, filla del duc Ricard de York i Cecilia Neville, i germana dels reis d'Anglaterra Eduard IV i Ricard III. D'aquesta unió no tingueren fills.